# Gawron
Gawron, gapa (Corvus frugilegus) – gatunek dużej wielkości ptaka synantropijnego z rodziny krukowatych (Corvidae), zamieszkujący Eurazję. Nie jest zagrożony.

## Występowanie
Zasiedlił prawie całą Europę, prócz Półwyspu Iberyjskiego, Islandii, północnej Skandynawii i północnej Rosji. Dalej jego areał ciągnie się przez Azję po wybrzeża Oceanu Spokojnego. Populacje z chłodniejszych regionów wykonują regularne migracje na południe – do Środkowej i Zachodniej Europy, najdalej dolatując nad Morze Śródziemne. Na większości areału ptak jest jednak osiadły. Zamieszkuje w zależności od podgatunku:
- gawron, gawron zwyczajny[4] (Corvus frugilegus frugilegus) – Europa, Azja Mniejsza i Azja Zachodnia i Środkowa po Jenisej, Ałtaj i Sinciang.

W Polsce to średnio liczny ptak lęgowy. Spotkać go można w całym kraju, choć rozmieszczony jest nierównomiernie. W górach dolatuje do 900 m n.p.m. Obecnie duża populacja występuje w Wielkopolsce – 30 000 par i na Śląsku – 20 000. Dość częste stanowiska odnotowano na Kielecczyźnie, Podlasiu i Mazowszu. Licznie zamieszkuje duże miasta jak Kraków (ponad 1000 par lęgowych) i Lublin (3000). Gawron to ptak wędrowny – przylatuje w marcu, a odlatuje w październiku lub listopadzie. Z tej rodzimej populacji około 20% ptaków pozostaje w kraju na zimę, a reszta ten okres spędza w Czechach, Austrii, Szwajcarii, Niemczech i Francji. Zimą na terenie kraju licznie przebywają ptaki pochodzące z północnego wschodu (przylatują w październiku i listopadzie i odlatują w marcu i kwietniu), w niektórych miejscach ich przyloty są masowe.
Do XIX wieku w Wielkopolsce, Śląsku i na ziemi lubuskiej istniały kolonie lęgowe tych ptaków, które liczyły tysiące osobników. Aktywne niszczenie miejskich kolonii gawronów powodowało duże zmiany w liczebności lokalnych populacji. Proces ten ustał w latach 80. XX wieku i od tej pory ich liczba się zwiększała. Niemniej w wyniku monitoringu niemal od początku XXI w. obserwuje się silny trend spadkowy liczebności polskiej populacji gawrona.
- gawron syberyjski[4] (Corvus frugilegus pastinator) – na wschód od Jeniseju i Ałtaju po Daleki Wschód. Populacje z północy zasięgu zimę spędzają we wschodnich Chinach, Korei i Japonii.

## Charakterystyka

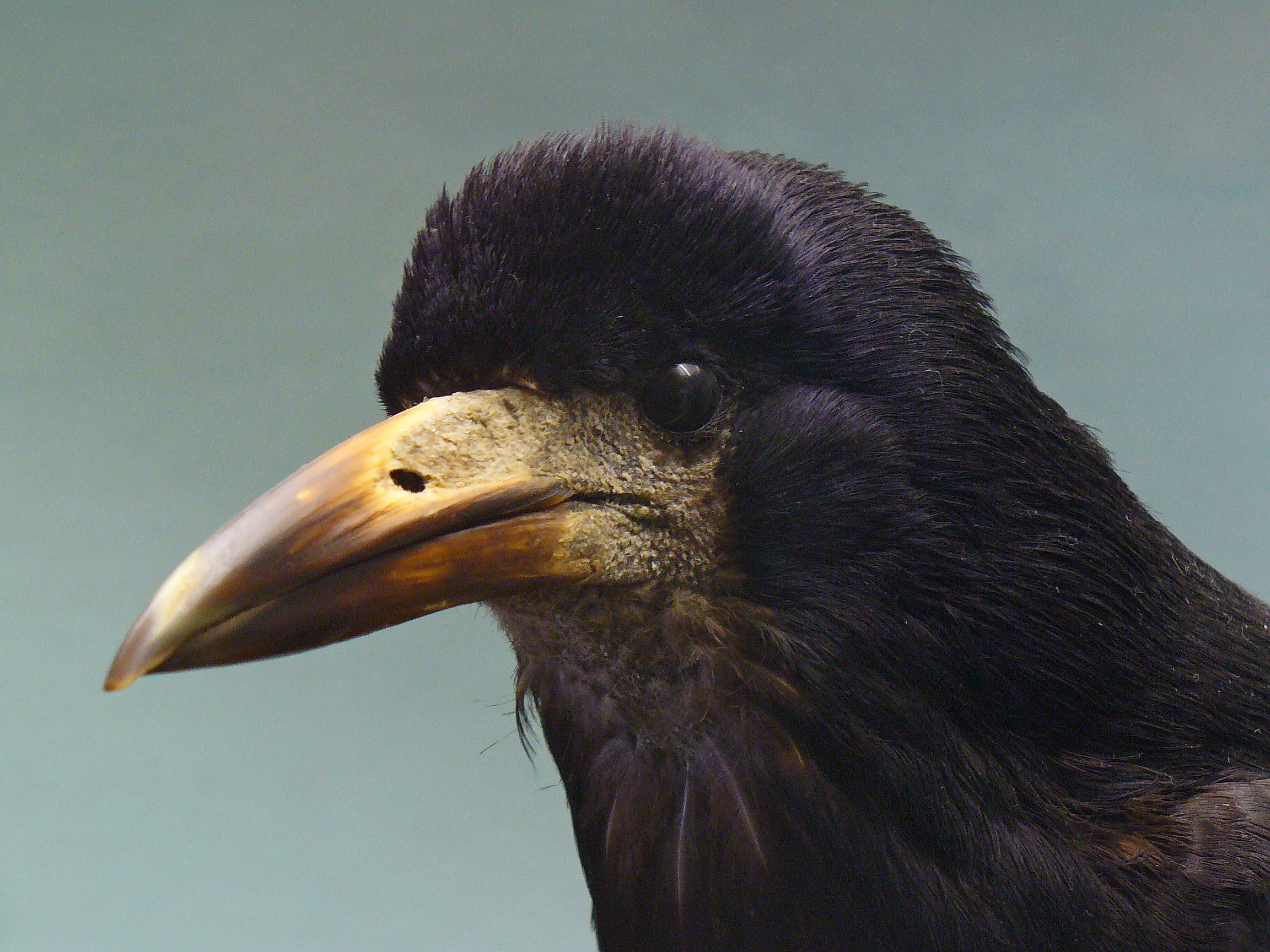
W pełni dojrzałe gawrony mają gołą, białawą nasadę dzioba

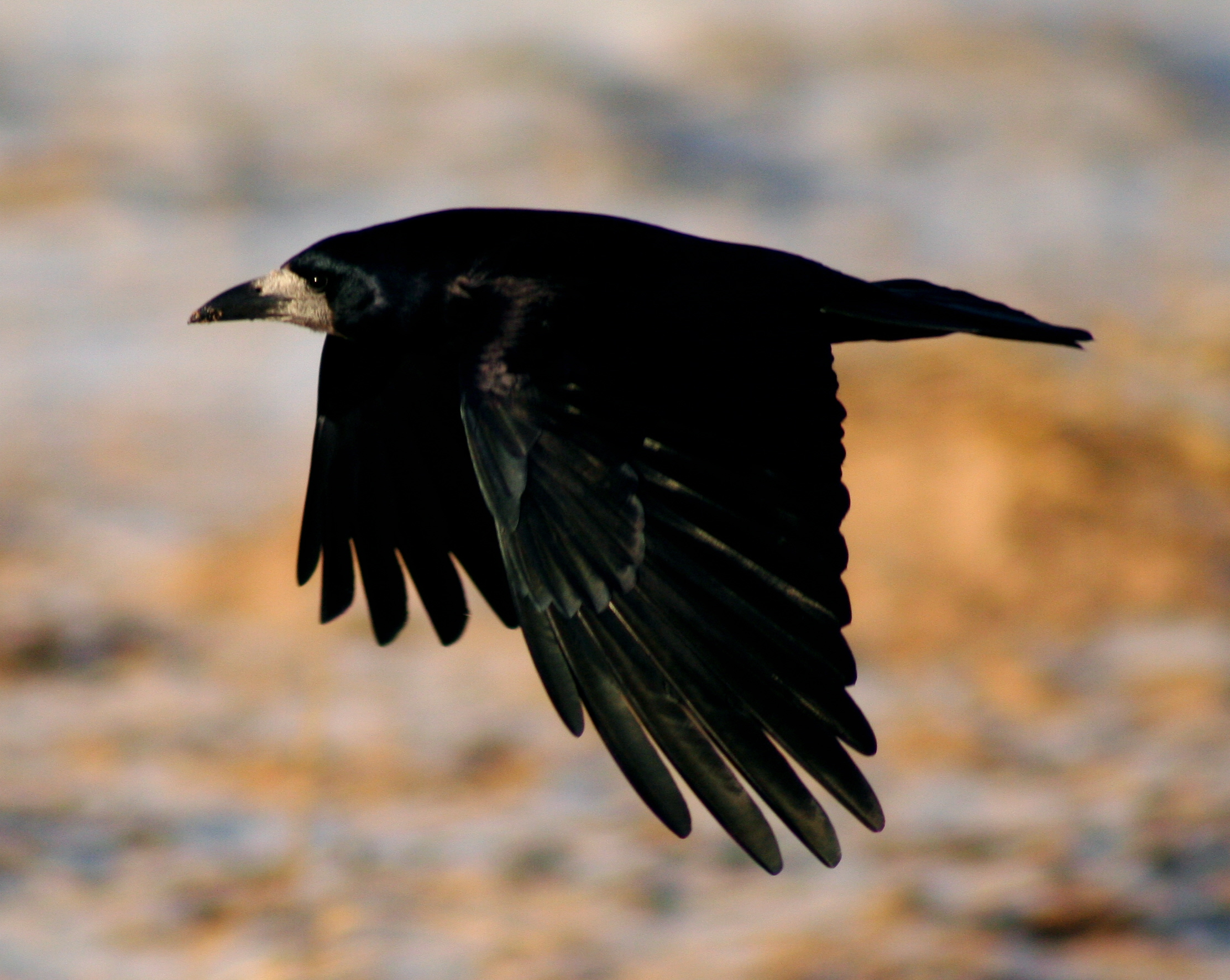
Gawron w locie

### Cechy gatunku
Większy niż gołąb, wielkością dorównuje wronie, choć jest od niej smuklejszy. Upierzenie na całym ciele czarne z fioletowym, metalicznym połyskiem. Bardzo często mylony z krukiem, ale znacznie od niego mniejszy. Obie płci są tej samej wielkości. Ma czarne nogi. Tegoroczne osobniki różnią się od tych w pełni dorosłych nasadą dzioba, która porośnięta jest piórami. Starszym gawronom pióra w tym miejscu się zupełnie wycierają do gołej, szorstkiej, białawej skóry. Nadaje to mu dość długi i smukły wygląd. Obok kształtu mocnego, choć smukłego dzioba to najważniejsza cecha odróżniająca go od podobnie ubarwionej wrony czarnej. Inną odmienność widzi się też w promieniach słonecznych – gawron mieni się metalicznie fioletowo, podczas gdy wrona czarna połyskuje na zielono lub czerwonawo. Jak się okazało, wprawdzie gawrony w oczach człowieka są całkowicie czarne, to dla siebie nawzajem w ultrafiolecie mienią się wieloma barwami. Jest bardzo towarzyski (niezależnie od pory roku), choć ostrożny. W mieście zimą, gdy często człowiek go dokarmia, staje się zupełnie niepłochliwy. W wielotysięcznych stadach mieszanych znajdują się również kawki. W powietrzu porusza się lotem wymachowym, powolnym, ale i wytrwałym.
Gawrony są bardzo inteligentnymi ptakami. Potrafią używać narzędzi, a także wytwarzać je i dostosowywać do swych potrzeb.
Najdłużej żyjący gawron, którego wiek oznaczył człowiek, miał 23 lata i 9 miesięcy.

### Wymiary średnie
długość ciałaok. 48 cm
rozpiętość skrzydeł99 cm
masa ciałaok. 450 g

### Głos
W koloniach bez przerwy kraczą – głębokie „kra kra” lub ciche „grab grab”.

## Biotop
Pierwotnymi siedliskami tych ptaków były azjatyckie stepy. Obecnie są to za dnia śródpolne zadrzewienia z wysokimi drzewami oraz większe parki miejskie, wiejskie, aleje, łąki, zagajniki, pastwiska, ugory, a nocą często centra miast na dużych osiedlach. Wycinanie dużych połaci lasów w Europie i zamienianie ich na tereny rolnicze powodowało przemieszczanie się gawronów na wschód. Na zimowiskach ptaki razem nocują na wysokich drzewach, preferują brzegi lasów. Gdy minie noc, zaraz jak się rozwidni wyruszają w poszukiwaniu pokarmu, pokonując nawet odległość kilkudziesięciu kilometrów. Większość gniazdowisk i zimowisk gawronów znajduje się w niższych położeniach nad poziomem morza, najczęściej na terenach rolniczych, które przeplatają śródpolne laski i łęgi. Rzadziej spotykany na obszarach pagórkowatych. Zawsze chętnie przebywają w okolicach ze zbiornikami wodnymi. Dobrze przystosował się do warunków panujących latem i zwłaszcza zimą w miastach (gniazduje tu i zimuje). Nocami może się w nich skupiać wiele tysięcy ptaków.

## Okres lęgowy

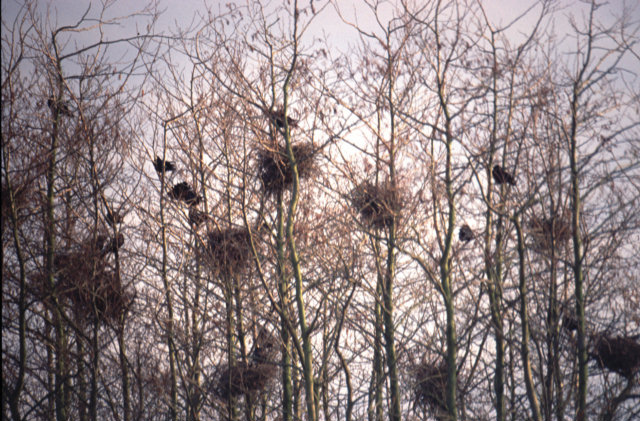
Kolonie gawronów są bardzo liczne, również w trakcie lęgów

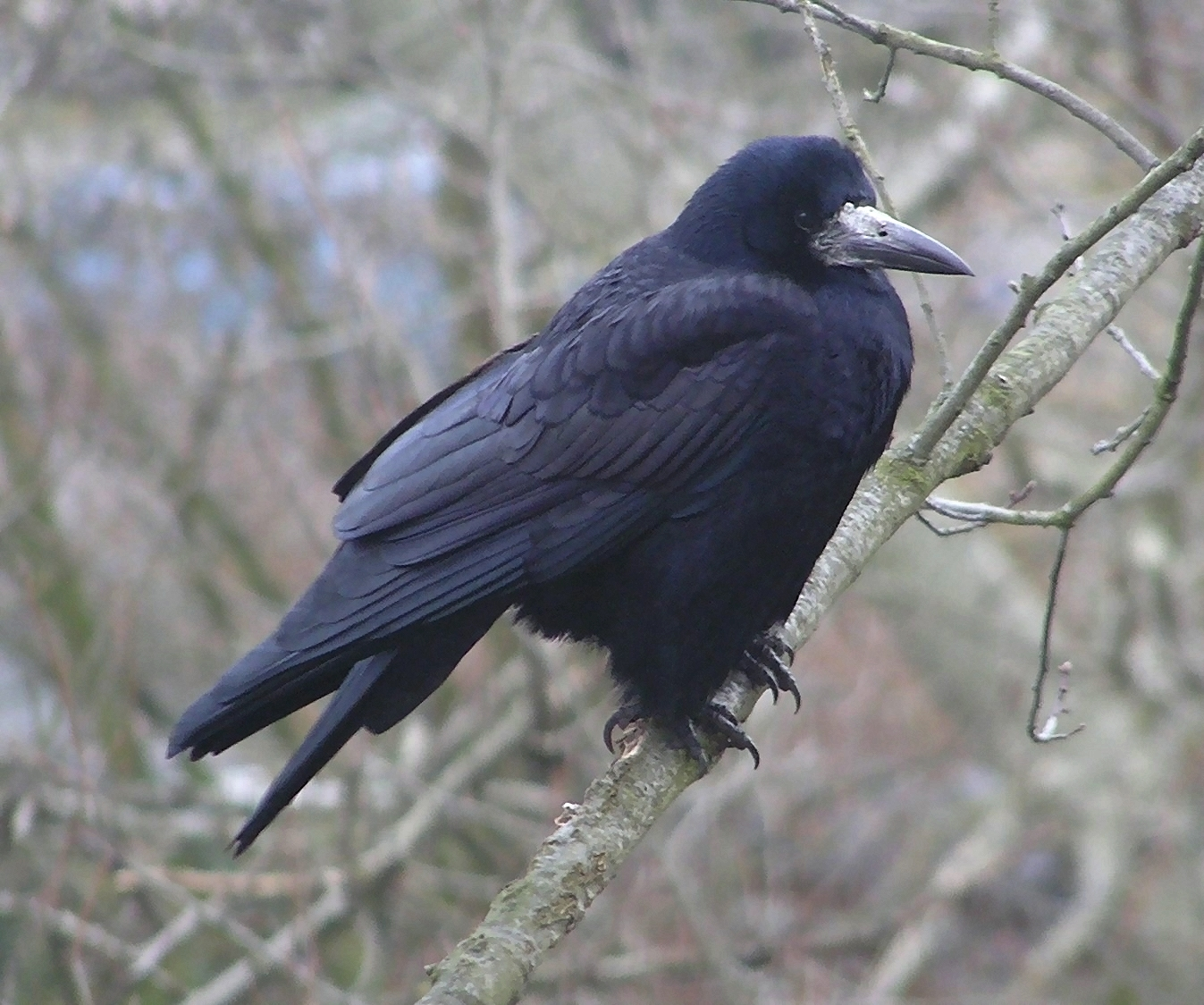
W wyniku przylotów północnych populacji zimą gawrony w Polsce są częściej widywane

Trwa od marca do kwietnia.

### Gniazdo

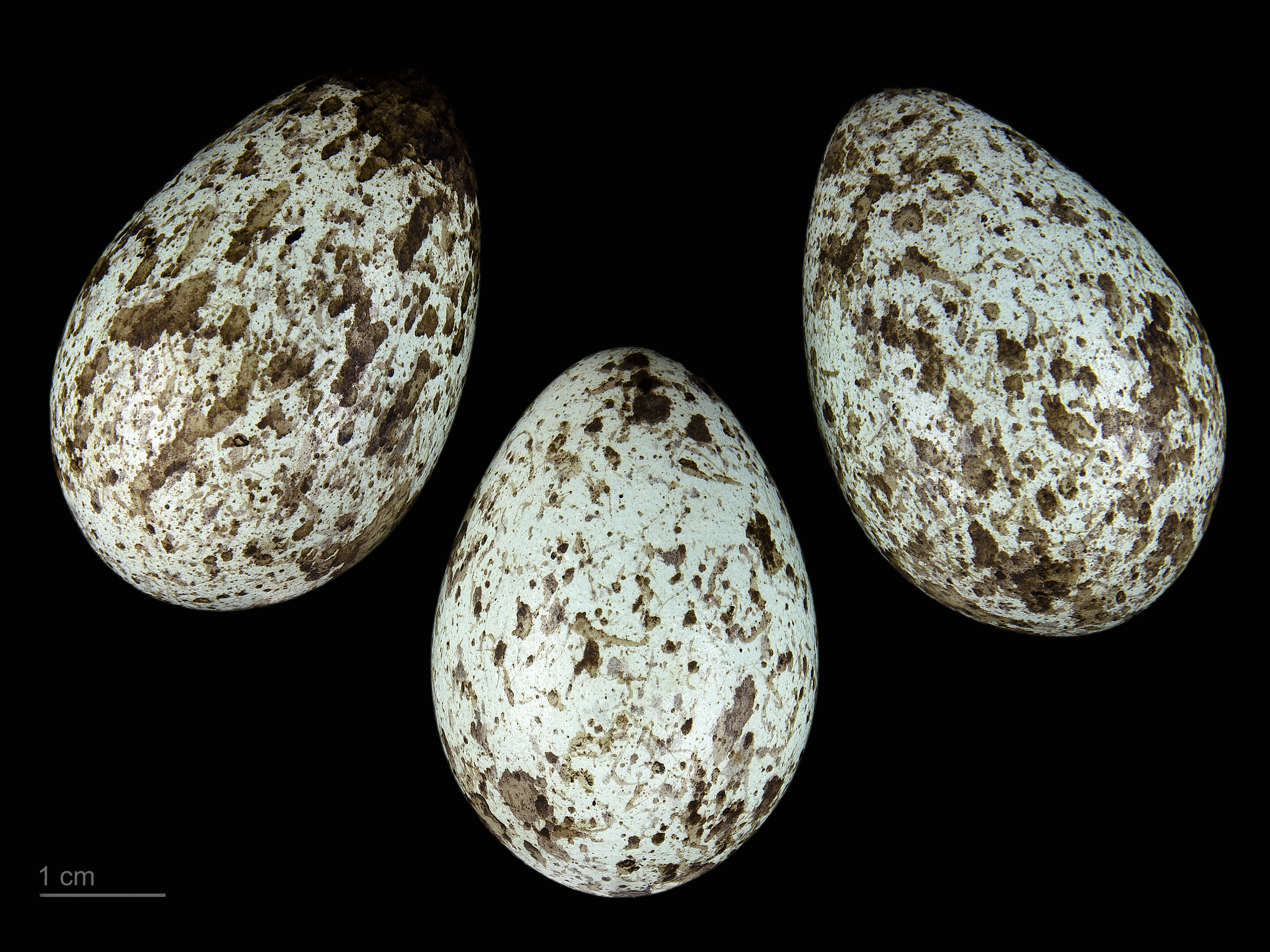
Jaja z kolekcji muzealnej

Ponieważ gawrony są ptakami stadnymi, rzadko spotyka się pojedyncze gniazda lub zaledwie kilka par lęgowych przy sobie. Konstrukcje lęgowe, przypominające duże, dość swobodnie zbudowane koszyki, lokowane są na wierzchołku rozłożystych drzew i w koronach, a ich liczba może dochodzić do tysięcy. Populacje miejskie budują je nie tylko na drzewach, ale i na budynkach. W tych ptasich koloniach na jednym drzewie zwykle znaleźć można po kilka gniazd (wyjątkowo nawet kilkadziesiąt). Ptaki często nawzajem kradną sobie materiały do budowy gniazd – są to głównie patyki oraz gałązki wzmocnione ziemią i gliną z wyścieleniem z sierści, suchej trawy i korzonków. Pary są monogamiczne.

### Jaja
W kwietniu składa 4–5 różnobiegunowych, silnie wydłużonych jasnych jaj, o tle zielonkawoniebieskim i średnich wymiarach 40×29 mm. Nakrapianie jest brązowe i żółtawe.

### Wysiadywanie, opieka nad pisklętami
Od złożenia pierwszego jaja samica wysiaduje je ok. 18–19 dni. Wtedy też pozwala się karmić samcowi. Pisklęta, gniazdowniki, opuszczają gniazdo po ok. 28–35 dniach. Karmione są przez oboje rodziców.

## Pożywienie

Gawrony prawie zawsze szukają pokarmu na ziemi

Mieszane, w okresie jesienno-zimowym przeważnie pokarm roślinny w postaci ziaren i kiełków zbóż, bulw, nasion traw, owoców, odpadków kuchennych, natomiast w okresie letnim zjada bardzo dużo owadów i ich larw (zwłaszcza chrząszczy i motyli), dżdżownice i inne bezkręgowce, ale także gryzonie, jaszczurki, żaby, pisklęta, jaja innych ptaków i padlinę. Skład diety jest uzależniony od lokalnych warunków i pory roku. Zjadają więcej pokarmu roślinnego niż wrony, w tym kiełkujące nasiona.

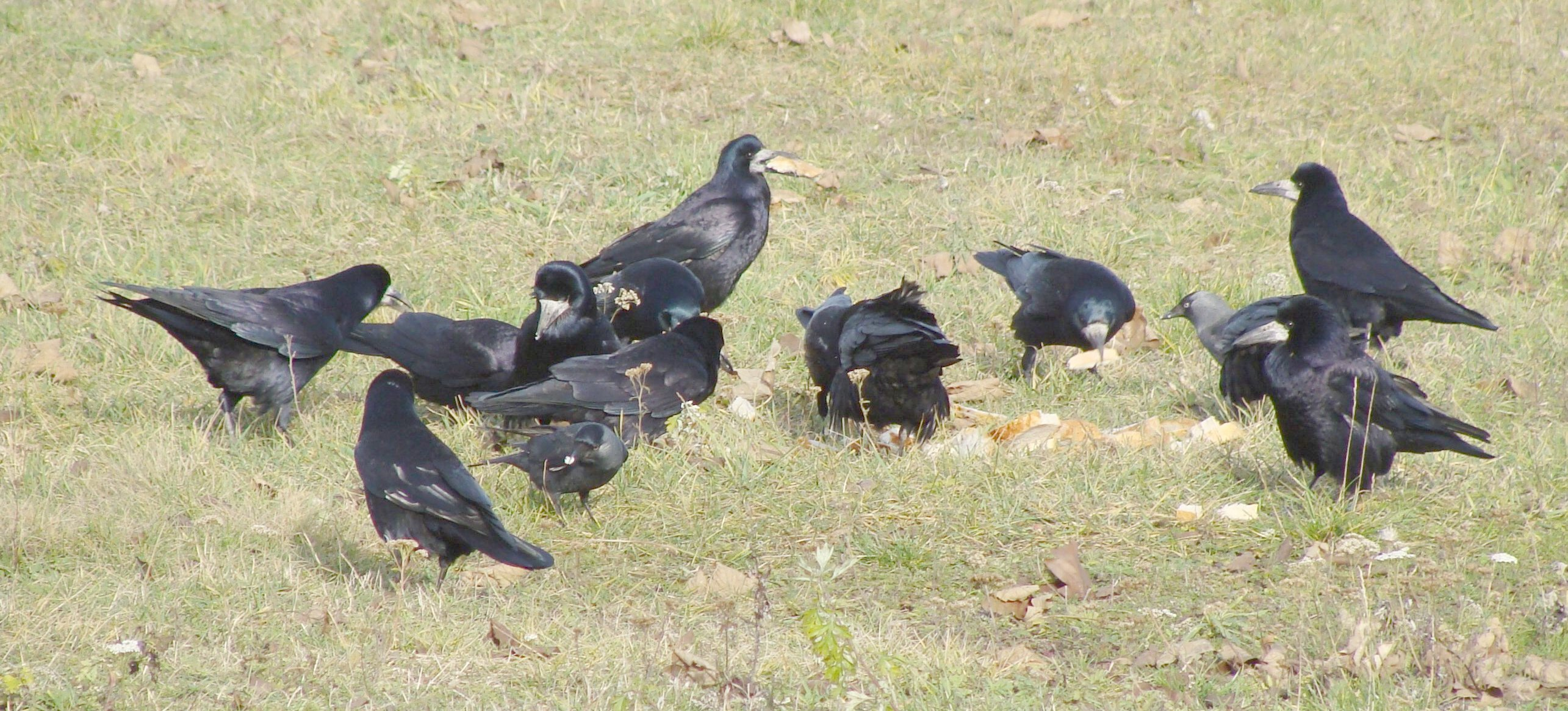
Pierwsze dokarmianie

Żerują prawie wyłącznie na ziemi, po której spokojnie chodzą i skaczą. Częściej niż u innych krukowatych gawronom zdarza się wydłubywać pokarm z gleby. Zimą pokarmu szukają na polach, zwłaszcza gdy nie ma zbyt grubej pokrywy śnieżnej. Powodują szkody rolnikom, gdyż wybierają kiełkujące nasiona zbóż. Pewnym jednak „zadośćuczynieniem” jest jednoczesne zbieranie spoczynkowych stadiów owadów i łowienie norników zwyczajnych. Wiosną kroczą po przeoranej ziemi za traktorem i zbierają odsłonięte pędraki. W miastach nierzadko odwiedzają wysypiska śmieci. Życie w kolonii nie tylko przynosi korzyści ze względu na większe szanse obronienia się przed wrogiem. Istnieje też prawdopodobieństwo, że jeden z towarzyszy znajdzie pożywienie nie tylko dla siebie, ale i dla pozostałych uczestników stada.

## Status i ochrona
IUCN uznaje gawrona za gatunek najmniejszej troski (LC, Least Concern) nieprzerwanie od 1988 roku. W 2015 roku BirdLife International szacował liczebność europejskiej populacji na 16,3–28,4 milionów dorosłych osobników; na tej podstawie wstępnie oszacowano liczebność populacji światowej na 54,3–94,7 milionów dorosłych osobników. Globalny trend liczebności populacji oceniany jest jako spadkowy.
Na terenie Polski gatunek ten jest objęty ochroną ścisłą poza obszarem administracyjnym miast i częściową ochroną gatunkową w obszarze administracyjnym miast. Populacja gawrona w Polsce objęta jest monitoringiem w ramach programu Monitoring Flagowych Gatunków Ptaków (MFGP). Program ten realizuje Stacja Ornitologiczna Muzeum i Instytutu Zoologii PAN na zlecenie GIOŚ. Według szacunków MFGP w latach 2013–2018 liczebność populacji lęgowej gawrona na terenie kraju wynosiła 183–222 tysięcy par; liczebność tych ptaków w latach 2007–2018 spadła aż o 41%, co według kryteriów IUCN oznacza, że jest to gatunek bliski zagrożenia wyginięciem (NT) w kraju. Na opublikowanej w 2020 roku Czerwonej liście ptaków Polski gawron został sklasyfikowany jako gatunek narażony (VU).